# Joseph Green (biegacz)
Joseph Green (ur. 7 grudnia 2001 na Oʻahu) – guamski biegacz krótkodystansowy, olimpijczyk z Paryża 2024.
Podczas ceremonii otwarcia Letnich Igrzysk Olimpijskich 2024 był chorążym reprezentacji Guamu.

## Udział w zawodach międzynarodowych
| Impreza              | Rok  | Miejsce   | Wynik | Wynik |
| Impreza              | Rok  | Miejsce   | 100 m | 200 m |
| -------------------- | ---- | --------- | ----- | ----- |
| Igrzyska olimpijskie | 2024 | Paryż     | 31    | –     |
| Mistrzostwa świata   | 2022 | Eugene    | –     | 43    |
| Mistrzostwa świata   | 2023 | Budapeszt | 50    | –     |

## Życie prywatne
Urodził się na Hawajach, w Stanach Zjednoczonych. Gdy miał miesiąc jego rodzina przeniosła się na Guam, gdzie się wychował. Studiuje biznes na Uniwersytecie Arizony w Stanach Zjednoczonych.